# Christinenthal
Christinenthal (niederdeutsch: Christinendaal) ist eine Gemeinde im Norden vom Kreis Steinburg in Schleswig-Holstein.

## Geografie

### Geografische Lage und Siedlungsstruktur
Das Gemeindegebiet von Christinenthal erstreckt sich im Naturraum Heide-Itzehoer Geest. Die Bekau und der Lammsbek fließen durch die Gemeinde. Sie ist als Streusiedlung zu beiden Seiten der Bundesstraße 430 ohne weitere amtlich geführte Wohnplätze strukturiert.

### Nachbargemeinden
Direkt angrenzende Gemeindegebiete von Christinenthal sind:
|                           | Puls                                        |       |
| Oldenborstel, Pöschendorf | Kompassrose, die auf Nachbargemeinden zeigt | Reher |
|                           | Looft                                       |       |

## Geschichte
Bis 1745 hieß die Gemeinde Weddeldorp oder Wedeldorf. Sie wurde zu Ehren der Markgräfin Christina Sophie von Braunschweig-Bevern, die hier ihre Sommerresidenz Solitude hatte, umbenannt. Ihr Gatte war der Markgraf Friedrich Ernst zu Brandenburg-Culmbach, der im benachbarten Drage im Schloss Friedrichsruh residierte. Von dem kleinen Sommerschlösschen sind keine Reste mehr erhalten, seine Stelle wird heute vom Gut Christinenthal eingenommen. Im Garten des Gutes haben sich jedoch Rudimente des einst mit Alleen, Blumenbeeten und einem Labyrinth geschmückten Parks erhalten.

## Politik

### Gemeindevertretung
Bei der Kommunalwahl am 14. Mai 2023 wurden insgesamt sieben Sitze vergeben. Diese fielen alle an die Wählergemeinschaft Christinenthal. Die Wahlbeteiligung betrug 69,6 %.

### Wappen
Blasonierung: „Von Blau und Grün durch einen gesenkten, schräglinken silbernen Wellenbalken geteilt, oben ein silberner Rohrkolben mit zwei Blättern, unten eine schräggestellte silberne Hutfeder.“

## Verkehr
Durch das Gemeindegebiet von Christinenthal führt die Bundesstraße 430 im Abschnitt zwischen Schenefeld und Hohenwestedt.